# Natalja Lebedeva
Natalja Vasiljevna Lebedeva (ryska: Наталья Васильевна Лебедева), född den 24 augusti 1949 i Moskva, Ryssland, är en sovjetisk friidrottare inom häcklöpning.
Hon tog OS-brons på 100 meter häck vid friidrottstävlingarna 1976 i Montréal. 